# Jim Henson’s Dog City
Jim Henson’s Dog City (Alternativtitel: Dog City) ist kanadisch-amerikanisch-britische Zeichentrickserie, die zwischen 1992 und 1994 produziert wurde.

## Handlung
Die Stadt Dog City wird hauptsächlich von Hunden bewohnt. Dort lebt auch der Trickfilmzeichner Eliot. Dieser arbeitet an einer Zeichentrickserie, die sich um den Privatdetektiv Ace Hart dreht, der gemeinsam mit der Polizeichefin Rosie und dem Zeitungsjungen Eddie Verbrechen aufdeckt und viele Abenteuer erlebt. Da der Autor Eliot und die Trickfigur Ace Hart miteinander kommunizieren, entwickeln sie die Folgen gemeinsam.

## Produktion und Veröffentlichung
Die Serie wurde zwischen 1992 und 1994 in kanadisch, britischer und amerikanischer Zusammenarbeit produziert. Dabei sind 3 Staffeln und 31 Episoden entstanden. Zuständige Produktionsfirma ist Nelvana.
Erstmals wurde die Serie am 26. September 1992 auf FOX ausgestrahlt. Die deutsche Erstausstrahlung fand am 28. April 1995 im ZDF statt. Weitere Ausstrahlungen erfolgten ebenfalls auf Super RTL, KIKA, Anixe, NRW.TV, Das Vierte und YFE TV.

## Synchronisation
Die deutsche Synchronfassung entstand bei der Studio Hamburg Synchron GmbH, unter der Dialogregie von Klaus Dittmann und nach einem Buch von Eberhard Storeck.
| Rolle                                  | Originalsprecher    | Deutscher Sprecher                 |
| -------------------------------------- | ------------------- | ---------------------------------- |
| Ace Hart                               | Ron White           | Claus Wilcke                       |
| Artie Springer                         | Joey Mazzarino      | Christian Stark                    |
| Baron Rottweiler                       | Stephen Ouimette    | Ben Hecker                         |
| Bowser                                 | David Rudman        | Wolf-Dieter Pahlke                 |
| Bruiser                                | Howard Jerome       | Wolf-Dieter Pahlke                 |
| Bruno                                  | Brian Meehl         | Gottfried Kramer (Staffel 1 und 2) |
| Bruno                                  | Brian Meehl         | Rolf Jülich (Staffel 3)            |
| Bugsy Vile                             | John Stocker        | Klaus Dittmann                     |
| Eddie                                  | Stuart Stone        | Jannik Endemann (Staffel 1 und 2)  |
| Eddie                                  | Stuart Stone        | Tobias Pippig (Staffel 3)          |
| Eliot Shag                             | Kevin Clash         | Günter Lüdke                       |
| Fob Canine / Der Wachhund              | Don Francks         | Konrad Krauss (Staffel 2)          |
| Fob Canine / Der Wachhund              | Don Francks         | Ben Hecker (Staffel 3)             |
| Frisky                                 | James Rankin        | Sven Dahlem                        |
| Kitty                                  | Tabitha St. Germain | Margrit Straßburger                |
| Mad Dog                                | Stephen Ouimette    | Gerhard Marcel                     |
| Madame Fluffé                          | Lisa Buckley        | Ursula Vogel (Staffel 1 und 2)     |
| Rosie O'Gravy                          | Elizabeth Hanna     | Katja Brügger                      |
| Terri Springer                         | Fran Brill          | Ela Nitzsche                       |
| Yves                                   | Rino Romano         | Gernot Endemann                    |
| Bürgermeister Kickbark                 | Stephen Ouimette    | Uli Krohm                          |
| Butch, der Schlächter                  | Dan Hennessey       | Uli Krohm                          |
| Colleen Barker                         | Fran Brill          | Sabine Hahn                        |
| Phillip Robertson („Verrückter Louie“) | Richard Binsley     | Klaus-Peter Kaehler                |
| Spunky, der Speichellecker             | John Stocker        | Klaus-Peter Kaehler                |
| Steven                                 | George Buza         | Edgar Hoppe                        |
| Thirsty Howl III.                      | Stephen Ouimette    | Utz Richter                        |
| Puppy-Face Felson                      | –                   | Gottfried Kramer                   |

## Episodenliste

### Staffel 1
| Folgen-Nr. | Staffel-Nr. | deutscher Titel                           | englischer Titel           | Erstausstrahlung   |
| 1          | 01          | Der Fall der verschwundenen Quietschtiere | The Big Squeak             | 26. September 1992 |
| 2          | 02          | Der Fall mit den lockeren Schrauben       | Taming of the Screw        | 3. Oktober 1992    |
| 3          | 03          | Hick-Hack-Hackepeter                      | Meat, the Butcher          | 10. Oktober 1992   |
| 4          | 04          | Nicht gehorchen will gelernt sein         | Disobedience School        | 17. Oktober 1992   |
| 5          | 05          | Der goldene Sultans-Pantoffel-Fall        | The Dog Pound              | 31. Oktober 1992   |
| 6          | 06          | Der Fall des wahnsinnigen Radiofritzen    | Radio Daze                 | 14. November 1992  |
| 7          | 07          | Der Fall des Vampirs                      | The Bloodhound             | 21. November 1992  |
| 8          | 08          | Der Diamantenbaby-Fall                    | Adventures in Puppysitting | 28. November 1992  |
| 9          | 09          | Kein Fall für Zwei                        | Ya Gotta Have Hart         | 19. Dezember 1992  |
| 10         | 10          | Der Fall Ace Hart                         | In Your Dreams             | 9. Januar 1993     |
| 11         | 11          | Abenteuer auf dem Mond                    | Rocketship K-9             | 16. Januar 1993    |
| 12         | 12          | Die Katzenbande                           | Cats ‘n’ Dogs              | 23. Januar 1993    |
| 13         | 13          | Rätselhafte Kunstdiebstähle               | Is It Arf?                 | 30. Januar 1993    |

### Staffel 2
| Folgen-Nr. | Staffel-Nr. | deutscher Titel              | englischer Titel          | Erstausstrahlung   |
| 14         | 01          | Der Stellvertreter-Fall      | Boss Bruiser              | 18. September 1993 |
| 15         | 02          | Frühlingsgefühle             | Springer Fever            | 25. September 1993 |
| 16         | 03          | Wo die Liebe hinfällt        | Much Ado About Mad Dog    | 2. Oktober 1993    |
| 17         | 04          | Der Bürgermeisterfall        | Of Mutts & Mayors         | 9. Oktober 1993    |
| 18         | 05          | Der große Schwindel          | Who Watches the Watchdog? | 16. Oktober 1993   |
| 19         | 06          | Schummelei auf dänisch       | The Great Dane Curse      | 23. Oktober 1993   |
| 20         | 07          | Der Fall Eddie               | Out of the Mouths of Pups | 30. Oktober 1993   |
| 21         | 08          | Rosie ist verschwunden       | Farewell, My Rosie        | 6. November 1993   |
| 22         | 09          | Neue Tricks von alten Hunden | Old Dogs, New Tricks      | 13. November 1993  |
| 23         | 10          | Der Haarausfall-Fall         | Sick as a Dog             | 20. November 1993  |

### Staffel 3
| Folgen-Nr. | Staffel-Nr. | deutscher Titel                | englischer Titel            | Erstausstrahlung   |
| 24         | 01          | Eine haarsträubende Geschichte | The New Litter              | 17. September 1994 |
| 25         | 02          | Der rosarote Bernhardiner      | Doggy See, Doggy Do         | 24. September 1994 |
| 26         | 03          | Vorsicht, bissiger Hund!       | Comedy of Horrors           | 1. Oktober 1994    |
| 27         | 04          | Der Held des Jahres            | Howl the Conquering Hero    | 8. Oktober 1994    |
| 28         | 05          | Zurück zur Natur!              | Reduce, Re-use, Retrieve    | 5. November 1994   |
| 29         | 06          | Eliot und der Computer         | Future Schlock              | 12. November 1994  |
| 30         | 07          | Der schönste Kater             | No Pain, No Brain           | 19. November 1994  |
| 31         | 08          | Hundstage                      | Dog Days of Summer Vacation | 26. November 1994  |